# ويليام بلير
ويليام بلير هو سياسي كندي، ولد في 25 مايو 1836 في كندا، وتوفي في 17 يونيو 1919 في كندا. حزبياً، نشط في جمعية المحافظين التقدمية لنوفا سكوشا.